# 제23회 미국 배우 조합상

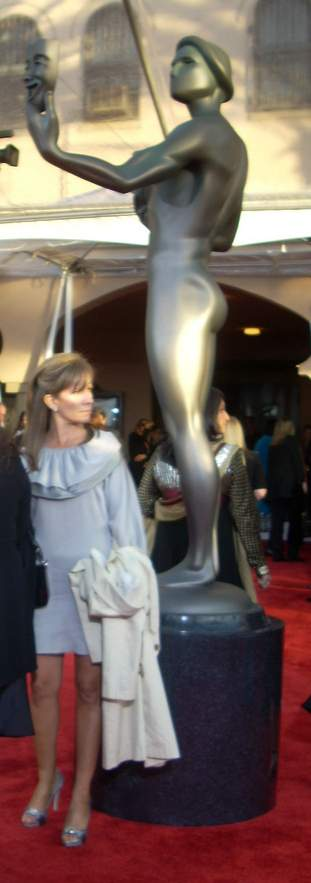

제23회 미국 배우 조합상은 2016년 뛰어난 활동을 보인 영화 배우를 기리기 위해 2017년 1월에 열린 시상식이다.

## 수상 및 후보

### 영화부문 앙상블상
- 히든 피겨스 수상
- 캡틴 판타스틱
- 펜스
- 맨체스터 바이 더 씨
- 문라이트

### 영화부문 여우주연상
- 라라랜드 - 엠마 스톤 수상
- 컨택트 - 에이미 아담스
- 더 걸 온 더 트레인 - 에밀리 블런트
- 재키 - 나탈리 포트만
- 플로렌스 - 메릴 스트립

### 영화부문 남우주연상
- 펜스 - 덴젤 워싱턴 수상
- 맨체스터 바이 더 씨 - 케이시 애플렉
- 핵소 고지 - 앤드류 가필드
- 라라랜드 - 라이언 고슬링
- 캡틴 판타스틱 - 비고 모텐슨

### 영화부문 여우조연상
- 펜스 - 비올라 데이비스 수상
- 라이언 - 니콜 키드먼
- 문라이트 - 나오미 해리스
- 히든 피겨스 - 옥타비아 스펜서
- 맨체스터 바이 더 씨 - 미셸 윌리엄스

### 영화부문 남우조연상
- 문라이트 - 마허샬라 알리 수상
- 로스트 인 더스트 - 제프 브리지스
- 플로렌스 - 휴 그랜트
- 맨체스터 바이 더 씨 - 루카스 헤지스
- 라이언 - 데브 파텔

### 영화부문 스턴트 상
- 핵소 고지 수상
- 캡틴 아메리카: 시빌 워
- 닥터 스트레인지
- 녹터널 애니멀스
- 제이슨 본

### TV드라마부문 앙상블연기상
- 기묘한 이야기 수상
- 더 크라운
- 다운튼 애비 시즌5
- 왕좌의 게임 7
- 웨스트월드 : 인공지능의 역습

### TV드라마부문연기상(여자)
- 더 크라운 - 클레어 포이 수상
- 기묘한 이야기 - 밀리 바비 브라운
- 웨스트월드 : 인공지능의 역습 - 탠디 뉴튼
- 기묘한 이야기 - 위노나 라이더
- 하우스 오브 카드 시즌4 - 로빈 라이트

### TV드라마부문연기상(남자)
- 더 크라운 - 존 리스고 수상
- 디스 이즈 어스 - 스털링 K. 브라운
- 왕좌의 게임 7 - 피터 딘클리지
- 미스터 로봇 시즌2 - 라미 말렉
- 하우스 오브 카드 시즌4 - 케빈 스페이시

### 코미디부문 앙상블연기상
- 오렌지 이즈 더 뉴 블랙 3 수상
- 빅뱅이론 9
- 블랙키시 시즌2
- 모던 패밀리 6
- VEEP 4

### 코미디부문연기상(여자)
- VEEP 4 - 줄리아 루이스 드레이퍼스 수상
- 오렌지 이즈 더 뉴 블랙 3 - 우조 압두바
- 그레이스 앤 프랭키 - 제인 폰다
- 언브레이커블 키미 슈미트 시즌2 - 엘리 켐퍼
- 그레이스 앤 프랭키 - 릴리 톰린

### 코미디부문연기상(남자)
- 쉐임리스 4 - 윌리암 H. 머시 수상
- 블랙키시 시즌2 - 안소니 앤더슨
- 언브레이커블 키미 슈미트 시즌2 - 타이터스 버지스
- 모던 패밀리 7 - 타이 버렐
- 트랜스페어런트 - 제프리 탬버

### TV영화/미니시리즈부문 연기상(여자)
- 아메리칸 크라임 스토리 - 사라 폴슨 수상
- 블랙 미러 1 - 브라이스 달라스 하워드
- 아메리칸 크라임 시즌2 - 펠리시티 허프만
- 레이디 데이 엣 에머슨스 바 & 그릴 - 오드라 맥도날드
- 컨퍼메이션 - 케리 워싱턴

### TV영화/미니시리즈부문 연기상(남자)
- 올 더 웨이 - 브라이언 크랜스톤 수상
- 더 나이트 오브 - 리즈 아메드
- 아메리칸 크라임 스토리 - 스털링 K. 브라운
- 더 나이트 오브 - 존 터투로
- 아메리칸 크라임 스토리 - 코트니 B. 반스

### TV부문 스턴트 상
- 왕좌의 게임 7 수상
- 데어데블 시즌2
- 루크 케이지
- 워킹데드 6
- 웨스트월드 : 인공지능의 역습